# Claude de Taillemont
(da Archives historiques et statistiques du département du Rhone)
Claude de Taillemont (Lione, 1506 – 1558) è stato un poeta francese.
Autore di vari sonetti e poemi caratterizzati dall'uso di un francese complesso ed ermetico. Frequentatore dei salotti di Louise Labé e Clément Marot, è fortemente influenzato dalla cultura italiana, cui si sente profondamente legato.
Rimasto orfano del padre mercante in età giovanile, l'autore veniva da una numerosa famiglia della nobiltà lionese (échevin de Lyon) di origine assai antica e che vantava parentela con gli stessi Reali di Francia. Negli archivi lionesi vi sono evidenze di intensi contatti tra i Taillemont di Lione ed il Regno di Napoli e la Provenza. La scomparsa dell'autore resta avvolta dal mistero.

## Opere
- "Les discours des champs faez, a l'honneur, et exaltation de l'amour et des dames" (1553). Il titolo significa campi delle fate in francese medievale ed il testo è caratterizzato da una serie di racconti alla maniera del Decamerone, in cui ogni personaggio si trova alla fine impedito nel suo racconto; il tutto conferisce una sensazione dell'alternarsi di pieni e vuoti.
- "La Tricarite, plus quelques autres chants en faveur de plusieurs demoiselles ",  (1556),  opera elegiaca dell'amore per la donna.

Sembra possa essergli attribuito in parte anche lo scritto: "les Escriz de divers Poëtes à la louenge de Louïze Labé Lionnoize"; tuttavia talun letterato sostiene che la poetessa Louise Labé sia, in realtà, un'invenzione letteraria di Taillemont e Maurice Scève.
- La magnificence de la superbe et triomphante entrée de la cité de Lyon faicte au Henry II et à la Royne Catherine le 23 sept. 1548", (1548) è una sua opera storiografica che racconta l'entrata del Re di Francia Enrico II e della Regina Caterina de' Medici a Lione; scritta insieme con Scéve, i due autori erano anche tra gli organizzatori dell'accoglienza. L'edizione in italiano di quest'ultima opera è: "La magnifica et triumphale entrata del christianiss. re di Francia Henrico secondo di questo nome: fatta nella nobile e antiqua città di Lyone à luy e à la sua serenissima consorte Chaterina alli 21. di septemb. 1548: colla particulare descritione della comedia che fece recitare la natione fiorentina à richiesta di sua Maesta Christianissima.." La festa fu memorabile e si caratterizzò per i richiami alla storia classica con battaglie navali, giochi gladiatori, parate, sfilate ed un gran numero di spettacoli tenuti da attori ed attrici venuti dall'Italia, come non se ne erano mai visti prima in Francia, proposti dalla "nazione fiorentina".
- Da rammentare il suo contributo alla fortuna dell'Ariosto in Francia, grazie alla sua traduzione di alcuni brani dell'Orlando Furioso, poi riuniti nel testo "Conte del'infante Genievre, fille du roy d'Escosse, pris du Furieux et fait francoes", stampato a Lione, nel 1556, ed. J. Temporal.
- Di rilievo la circostanza che le opere dell'autore furono tutte pubblicate anche in edizione in lingua italiana già nel XVI secolo.

## Pensiero e politica
L'autore è dagli studiosi definito come appartenente alla corrente filosofica neoplatonica. Di cultura cristiana, aperto alla Riforma, assume posizioni progressiste in campo sociale e politico, esprimendo solidarietà alle donne, ai limiti del sostegno all'emancipazione femminile, e critiche nei confronti della ricca borghesia dell'epoca.
Partecipò alla riforma ortografica e fu vicino e apparentato alla famiglia di Luxembourg de Gabiano, di origine italiana, tipografo e diffusore di tecniche di stampa venete, titolare della società "grande compagnie de librairies", all'epoca principale società editrice di Lione.

## Critica
Il musicista francese Gérard Pesson è autore di un concerto per pianoforte ed orchestra da camera intitolato "Les Chants Faëz" ispirato all'opera di Taillemont, il cui titolo significa "canto abitato dalle fate", con variazione da campi (champs) a canti.

La musica non è una trascrizione del libro, ma piuttosto ne imita la forma e le procedure narrative.

## Fonti
- Catalogo Romaeuropa Festival, Roma, 1991;
- G.A. Perouse, Claude de Taillemont et l'Italie;
- Biographie Universelle Ancienne e Moderne, tome 83, Paris, 1700;
- G.A. Perouse, Doroanne Fenoaltea La tricarite, edizione commentata, Droz, 1989;
- Passer les monts: Français en Italie, l'Italie en France (1494-1525) di Société française d'étude du seizième siècle. Colloque - 1998;
- Les bibliotheques francoises de la Croix du Maine, tome 3, ed. Saillant/Lambert, Paris, 1772;

| Controllo di autorità | VIAF (EN) 29569985 · CERL cnp00559442 · LCCN (EN) nr90001459 · GND (DE) 120032813 |